# 曼努埃爾·希門內斯·德·帕爾加

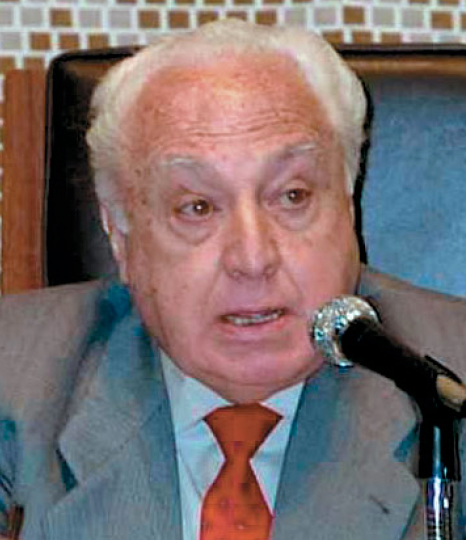
2003年的曼努埃爾

曼努埃爾·希門內斯·德·帕爾加（西班牙語：Manuel Jiménez de Parga y Cabrera，1929年4月9日—2014年5月6日），是一名西班牙律师、政治家和法官。
他担任马德里大学法学教授，后担任巴塞罗那大学教授。1977年，他担任巴塞罗那大学校长。之后他担任西班牙劳工部大臣等职位。2014年，他因病于马德里去世，享年85岁。